# The Frenz Experiment
The Frenz Experiment  è il decimo album in studio del gruppo musicale post-punk inglese The Fall, pubblicato nel 1988.

## Tracce
Side A - Crime Gene
1. Frenz – 3:24
2. Carry Bag Man – 4:00
3. Get a Hotel – 4:29
4. Victoria (The Kinks cover) – 2:40
5. Athlete Cured – 4:45

Side B - Experience
1. In These Times – 3:25
2. The Steak Place – 3:56
3. Bremen Nacht – 7:00
4. Guest Informant (estratto) – 0:39
5. Oswald Defence Lawyer – 5:59

## Formazione
- Mark E. Smith - voce, piano
- Craig Scanlon - chitarra, cori
- Brix Smith - chitarra, cori
- Steve Hanley - basso, cori
- Simon Rogers - chitarra, sassofono, tastiere, cori
- Simon Wolstencroft - batteria, cori
- Marcia Schofield - tastiere, cori